# Andorra az 1976. évi nyári olimpiai játékokon
Andorra a kanadai Montréalban megrendezett 1976. évi nyári olimpiai játékok egyik részt vevő nemzete volt. Az országot az olimpián 2 sportágban 3 sportoló képviselte, akik érmet nem szereztek.  Andorra először vett részt a nyári olimpiai játékokon.

## Ökölvívás
| Versenyző           | Versenyszám  | 32-es főtábla                           | Nyolcaddöntő               | Negyeddöntő       | Elődöntő          | Döntő             | Helyezés |
| Versenyző           | Versenyszám  | Ellenfél Eredmény                       | Ellenfél Eredmény          | Ellenfél Eredmény | Ellenfél Eredmény | Ellenfél Eredmény | Helyezés |
| ------------------- | ------------ | --------------------------------------- | -------------------------- | ----------------- | ----------------- | ----------------- | -------- |
| Joan Claudi Montane | Félnehézsúly | Gabriel Daramola (NGR) · nem vett részt | Ottomar Sachse (GDR) · RSC | kiesett           | kiesett           | kiesett           | 9.       |

## Sportlövészet
Nyílt
| Versenyző    | Versenyszám | Pont | Helyezés |
| ------------ | ----------- | ---- | -------- |
| Esteve Dolsa | Trap        | 159  | 35.      |
| Joan Tomas   | Trap        | 162  | 33.      |